# The Scrapper
The Scrapper er en amerikansk stumfilm fra 1917 af John Ford.

## Medvirkende
- John Ford som Buck
- Louise Granville som Helen Dawson
- Duke Worne som Jerry Martin
- Jean Hathaway som Martha Mayes